# Pablo Burchard Eggeling

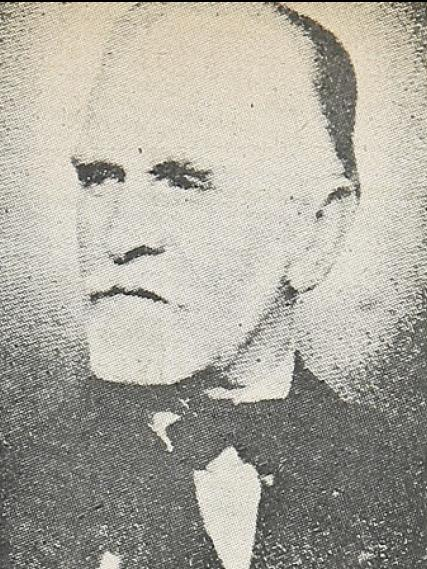
Pablo Burchard Eggeling

Pablo Burchard Eggeling (ur. 1873, zm. 1964) – chilijski malarz.
Studiował m.in. malarstwo w akademii sztuk pięknych w Santiago, później pracował tam jako pedagog. Malował głównie pejzaże – na początku impresjonistyczne, później zbliżone do fowizmu. W 1955 został członkiem Chilijskiej Akademii Sztuk Pięknych. W 1939 otrzymał Srebrny Medal na Latin American Exhibition, a 1944 państwową nagrodę w dziedzinie sztuki.